# Fonologia della lingua quenya
La fonologia della lingua quenya studia il sistema fonologico del quenya, che conta 25 fonemi consonantici e 10 fonemi vocalici, questi ultimi suddivisi a loro volta in vocali brevi e lunghe; le vocali possono anche essere combinate in dittonghi. Nella fonetica, il quenya assomiglia più all'italiano o al latino che all'inglese.
Ogni fonema consonantico è rappresentato graficamente da una tengwa (una lettera elfica).

## Fonemi

### Vocali e dittonghi
Le vocali in quenya sono /a, e, i, o, u/ come in spagnolo (non c'è differenza tra vocali aperte e chiuse, come invece avviene in italiano). Le vocali possono essere brevi o lunghe.
|       | Anteriori | Anteriori | Centrali | Centrali | Posteriori | Posteriori |
| brevi | lunghe    | brevi     | lunghe   | brevi    | lunghe     |            |
| ----- | --------- | --------- | -------- | -------- | ---------- | ---------- |
| Alte  | i         | iː        |          |          | u          | uː         |
| Medie | ɛ         | eː        |          |          | ɔ          | oː         |
| Basse |           |           | ɑ        | ɑː       |            |            |

Il Quenya ha sei dittonghi:
- discendenti: [ɑi̯], [oi̯], [ui̯], [ɑu̯], [eu̯]
- ascendente: [ju]

### Consonanti
La tabella sottostante riporta i fonemi consonantici del quenya e gli allofoni tra parentesi; quando compaiono due simboli uno a fianco all'altro, quello a destra è sonoro.
|               | Labiale | Dentale | Alveolare | Palatale | Velare | Labio-velare | Glottidale |
| Occlusiva     | p (b)   | t (d)   | t (d)     | (c)      | k (g)  |              |            |
| Nasale        | m       | n       | n         |          | (ŋ)    |              |            |
| Fricativa     | f v     |         | s         | ç        | x      |              | (h)        |
| Laterale      |         |         | l         |          |        |              |            |
| Vibrante      |         |         | r         |          |        |              |            |
| Approssimante |         |         |           | j        |        | ʍ (w)        |            |

- /x/ è realizzata come [ç] tra /e, i/ e /t/; come [h] ad inizio di parola e prima di /r, l/;
- davanti alle velari, la nasale è realizzata [ŋ]; il Vanyarin conserva il fonema /ŋ/ passato a /n/ in Noldorin;
- /v/ è realizzata come [w] dopo le occlusive velari;
- [b, d, g] sono allofoni di un arcifonema /B/ che si trova solo dopo nasali;
- /ty/ è realizzato come [k̟]/[c] o [tʲ]
- il Vanyarin conserva i fonemi /θ/ e /z/, passati in Noldorin rispettivamente a /s/ e /r/; inoltre in questo dialetto /tj/, /ndj/ e /ç/ sono palatalizzati in /t͡ʃ/, /ɲd͡ʒ/ e /ʃ/.

### Fonotassi
Il quenya ha le seguenti restrizioni fonotattiche:
- possono stare in fine di parola solo /n, r, l, s, t/ e il nesso consonantico /nt/;
- possono stare in inizio parola solo /p, t, k; f, s, h, ç, ʍ; m, n; v, l, r, y hl, hr/;
- non sono tollerati nessi tra due occlusive e il nesso /ft/.

## Accento  e lunghezza delle sillabe
L'accento in quenya è musicale: la sillaba tonica può avere un accento maggiore (trascritto [ˈ]), ed è quindi pronunciata su un registro più acuto delle altre sillabe, o un accento minore (trascritto [ˌ]), ed è allora pronunciata su un registro più grave. Una sillaba è considerata lunga quando contiene una vocale lunga, un dittongo oppure una vocale breve seguita da un gruppo consonantico; in tutti gli altri casi è breve.
Si ha accento maggiore nei seguenti casi:
- nei monosillabi
- nei bisillabi sulla penultima sillaba (esempio: parma [ˈpɑrmɑ] "libro")
- nei trisillabi:
  - sulla penultima se lunga (esempio: andunë [ɑnˈduːnɛ] "occidente")
  - sulla terzultima se la penultima è breve (esempio: eleni [ˈɛlɛˌni] "stelle")
  - sempre sulla terzultima lunga (esempio: súrinen [ˈsuriˌnɛn] "al vento, nel vento")

L'accento minore precede spesso l'accento maggiore quando questo non cade sulla prima sillaba (esempio: tintallë  [ˌtɪnˈtɑllɛ] "colei che accese le stelle").
Spesso, nelle parole di più di due sillabe, con le ultime due brevi, la sillaba finale può ricevere un accento d'intensità secondario (trascritto come l'accento minore, [ˌ]; esempio: miruvóreva [ˌmɪruˈvoːrɛˌvɑ] "idromele", lumbule [ˈlumbuˌlɛ] "ombra buia").

## Sistema di scrittura

### Tengwar
Il sistema di scrittura con il quale gli Elfi scrivevano il quenya si basa sulle rune tengwar, una neo-grafia inventata da Tolkien, composta da 24 lettere, più vari segni diacritici (che rappresentano le vocali e gli accenti) e un certo numero di lettere composte o del tutto irregolari. Questa grafia si contrappone alle rune sindarin dette cirth basate sull'alfabeto runico.
Nell'universo tolkieniano, si attribuisce l'invenzione delle tengwar prima a Rúmil in una forma più arcaica detta sarati e poi a Fëanor, elfo della stirpe dei Noldor nel 1250 dell'Era degli Alberi, prima nell'inizio della Prima Era. 
Il nome tengwar viene dalla forma plurale di tengwa, "lettera". Le 24 lettere principali sono formate tutte da un telco, "gambo", e da un lùva, "arco", a differenza delle altre 28 speciali. Le vocali venivano espresse con segni diacratici (tehtar) posti sopra la consonante precedente o (in caso non ci fosse) sopra ad una base che poteva essere corta o lunga a seconda della lunghezza della vocale. In particolare una vocale lunga doveva essere sempre posta sopra una "base lunga".

### Alfabeto latino
Nella maggior parte dei suoi scritti, Tolkien usa principalmente un sistema di scrittura basato sui caratteri latini; questo sistema è per lo più fonemico, quindi ad ogni lettera corrisponde un singolo fonema, nonostante ci siano delle eccezioni. Qui di seguito sono riportate le corrispondenze tra le lettere latine e il loro corrispondente fonetico; dopo le vocali e i dittonghi, le consonanti sono disposte nell'ordine della tabella che si trova nell'Appendice E del Signore degli anelli.
Vocali e dittonghi
- vocali brevi: a [ɑ], e [ɛ], i [i], o [ɔ], u [u]
- vocali lunghe: á [ɑː], é [eː], í [iː], ó [oː], ú [uː]
- dittonghi: ai [ɑi̯], oi [oi̯], ui [ui̯], au [ɑu̯], eu [eu̯], iu [ju]

Consonanti
- t [t], p [p], c [k]
  - ty [c]
- d [d], b [b], g [ɡ], si trovano solo dopo nasale nei nessi nd, mb, ng ([nd], [mb], [ŋɡ]) e ld (anche rd nel quenya degli Elfi sapienti in esilio)
- f [f]
- h
  - [h] ad inizio parola e seguita da r e l
  - [x] tra vocali e prima di t
  - [ç] tra e/i e t
- n [n]
  - [ŋ] seguita da g, c
- m [m]
- r [r]
- v [v]
- w [w] dopo ng
  - [w] è u se preceduto da q
- s [s]
- l [l]
- y [j]
- hw [ʍ]
- hy [ç]
- th [θ]
- z [z]

### Scritti da Tolkien
- J.R.R. Tolkien, Il Signore degli Anelli, traduzione di Vicky Alliata di Villafranca, illustrazioni di Alan Lee, Bompiani, 2003,  p. 1249, ISBN 978-88-452-9261-3.

### Scritti da altri autori
- Edouard Kloczko, Lingue Elfiche: Enciclopedia illustrata della Terra di Mezzo, Roma, Tre Editori, 2002, ISBN 88-86755-45-7.
- Tom Shippey, La via per la terra di mezzo, Genova-Milano, Marietti, 2005, ISBN 978-88-211-8558-8.
- Tom Shippey, J.R.R Tolkien autore del secolo, Milano, Simonelli, 2004, ISBN 978-88-86792-71-4.

### Periodici specializzati
- (EN)  Parma Eldalamberon, Christopher Gilson
- (EN)  Vinyar Tengwar, Carl F. Hostetter